# Armed Forces Football Club
O Armed Forces Football Club é um clube de futebol com sede em Banjul, Gâmbia. A equipe compete no Campeonato Gambiano de Futebol.

## História
O clube foi fundado em 1989.

## Títulos
| NACIONAIS | NACIONAIS           | NACIONAIS | NACIONAIS         |
|           | Competição          | Títulos   | Temporadas        |
| --------- | ------------------- | --------- | ----------------- |
| Gâmbia    | Campeonato Gambiano | 03        | 2003, 2009, 2017. |
| Gâmbia    | Copa da Gâmbia      | 01        | 2018.             |